# Corbières (AOC)
Pour les articles homonymes, voir Corbières.
Le corbières est un vin français d'appellation d'origine contrôlée produit sur un vaste territoire au sud de l'Aude. Il partage son nom avec l'appellation corbières-boutenac.
L'appellation corbières est en volume la première du Languedoc et la quatrième de France.

## Histoire

### Antiquité et Moyen Âge
La culture de la vigne dans le massif des Corbières remonte au IIe siècle avant notre ère, elle fut introduite par les marchands grecs mais se développa réellement au début de l'occupation romaine.

Moines de l'abbaye de Fontfroide

Au cours du Moyen Âge se développent des vignobles monastiques avec les fondations des abbayes de Lagrasse, Caunes-Minervois, Fontfroide et de Saint-Hilaire. Les moines améliorent la viticulture.
Lorsque l'idéologie des cathares devint dominante, il n'y eut aucun interdit sur le vin contrairement aux bogomiles et aux manichéens qui l'avaient inclus dans leurs interdits alimentaires. Mais au cours de la croisade contre les Albigeois, selon le jésuite Langlois, partisan de la croisade, Henri de Beaujeu, « Durant trois mois entiers, occupa ses troupes à brûler les blés, à arracher les vignes, à couper les haies et les arbres, à abattre les maisons, à ruiner les chemins, à faire un désert de l'un des plus beaux pays du monde ». 
Le Prince Noir fit de même au cours de la guerre de Cent Ans où son avancée dans le Languedoc se solda par l'arrachage du vignoble.

### Période moderne et contemporaine

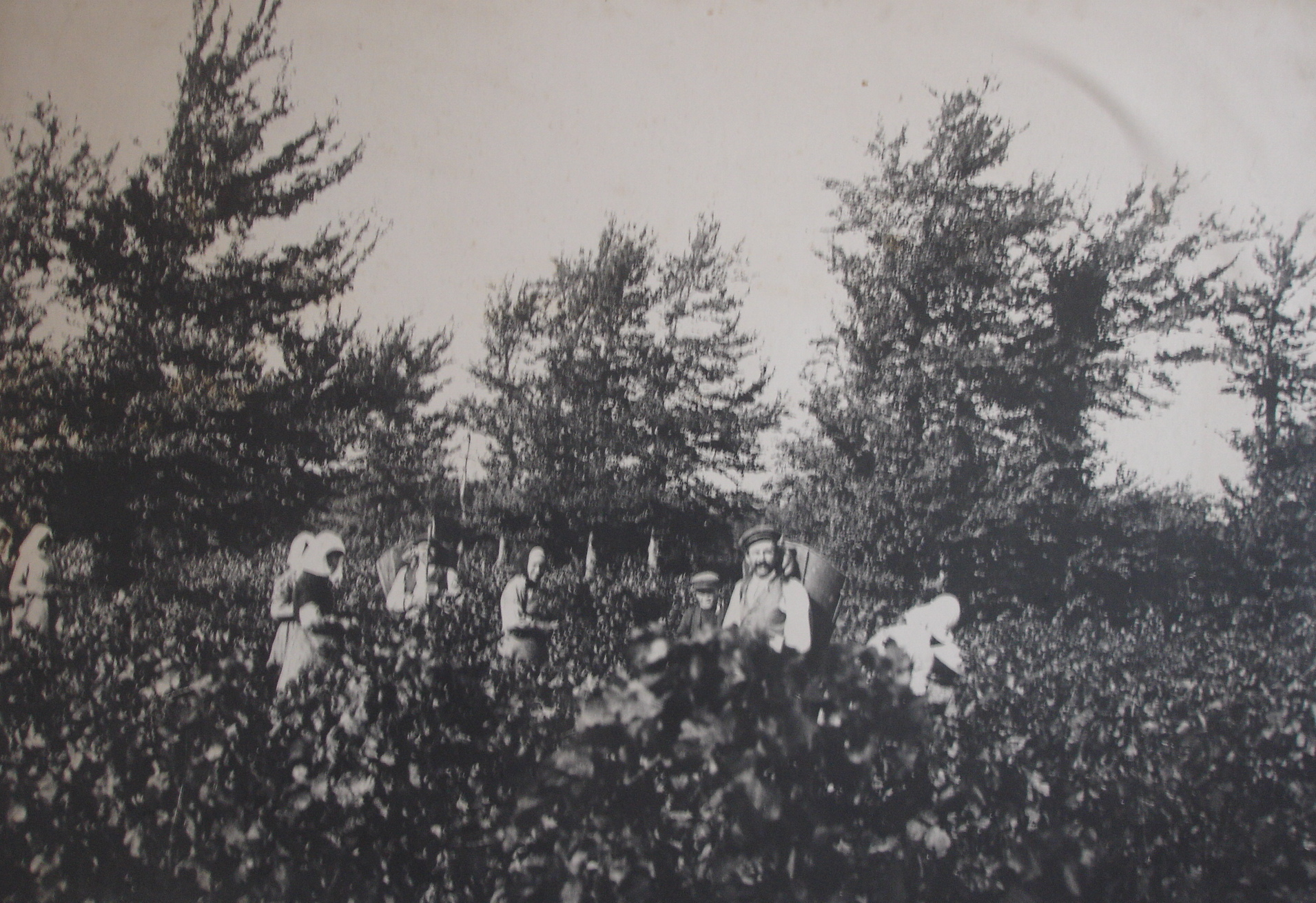
Vendanges anciennes dans l'Aude.

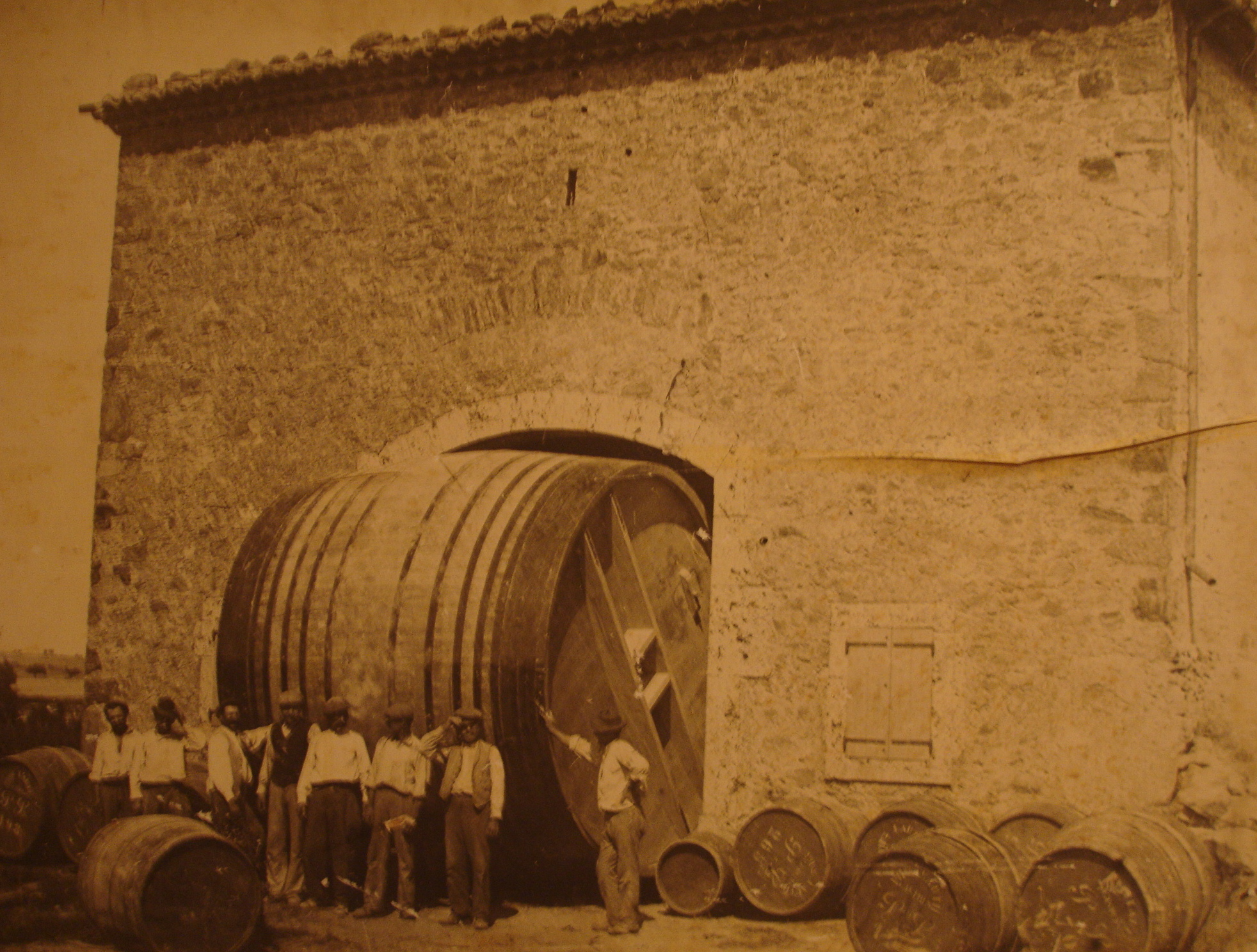
Livraison d'un foudre dans une cave, pour le vieillissement du vin.

Le canal du Midi, inauguré en 1681, relança la production du vin en Languedoc qui pouvait être exporté vers Toulouse, Bordeaux et Marseille. Le canal, qui traverse ce vignoble sur 40 kilomètres, eut pour effet d'élargir la zone de vente des producteurs locaux et dans les années 1730-1740, ce commerce permit aux exploitations agricoles d'augmenter leur production.
À partir de 1855, le vignoble connut une forte progression. Mais la crise de l'oïdium, suivie du phylloxéra, puis la surproduction des vins de qualité inférieure engendrèrent la révolte de 1907. 
Le mouvement coopératif qui s'ensuivit au cours des années 1930 redonna un essor de la viticulture. Au milieu du XXe siècle, les vignerons décident de choisir la qualité contre la quantité. En 1951, le vin de Corbières fut reconnu par l'INAO comme vin de qualité supérieure (VDQS), puis comme appellation d'origine contrôlée (AOC) en 1985.

### Étymologie
À l'origine, ces terrains, aujourd'hui fertiles pour la vigne, recevaient les carcasses des moutons décimés par les épizooties. Il faut savoir que le pastoralisme était autrefois très important dans l'Aude. Il n'était pas rare de compter plus de 50 000 têtes de bétail dans les communes.
Ces carcasses faisaient le régal des corbeaux, d'où une hypothèse de l'appellation des Corbières. Ce mode d'élimination écologique des animaux morts, aujourd'hui interdit, est à nouveau revendiqué, notamment dans les régions pyrénéennes ; des études scientifiques confirment en effet ce que les Anciens savaient déjà, à savoir que l'appareil digestif des corbeaux et des vautours annihile les germes de la maladie.

## Situation géographique

### Aire délimitée
L'aire d'appellation est située en France, dans la région Languedoc-Roussillon, plus précisément au sud du département de l'Aude, entre Narbonne et Carcassonne, entre le fleuve l'Aude et le département des Pyrénées-Orientales.
La vinification peut se faire sur une aire légèrement plus grande qui déborde sur quelques communes du département voisin des Pyrénées-Orientales.

### Géologie et orographie
|  |  | (1) Vignoble de la Montagne d'Alaric (2) Saint-Victor (3) Fontfroide (4) Quéribus (5) Boutenac (6) Termenès | (1) Vignoble de la Montagne d'Alaric (2) Saint-Victor (3) Fontfroide (4) Quéribus (5) Boutenac (6) Termenès |  |  | (7) Lézignan (8) Lagrasse (9) Sigean (10) Durban (11) Serviès | (7) Lézignan (8) Lagrasse (9) Sigean (10) Durban (11) Serviès |

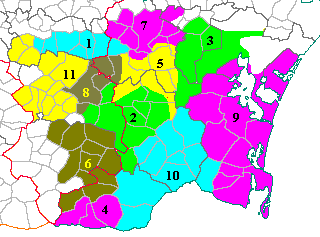
Carte des terroirs de Corbières

La zone d'appellation repose sur un terrain très tourmenté. Les strates ont été bouleversées par l'orogenèse alpine ayant donné naissance aux Pyrénées toutes proches. Cette histoire explique la variété des sous-sols et leur succession désordonnée en nature et en âge. 
Les roches sur sous-sol datent de l’ère primaire à l’ère quaternaire. Leur nature est aussi très contrastée : schistes, calcaires durs ou tendres, molasses, grès ou terrasses détritiques du quaternaire.
Le vignoble des Corbières compte onze terroirs ayant chacun leur particularité géologique.

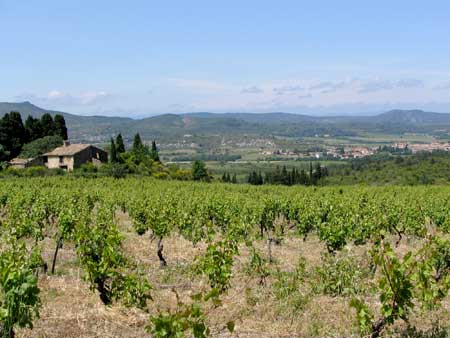
Vignoble de la Montagne d'Alaric
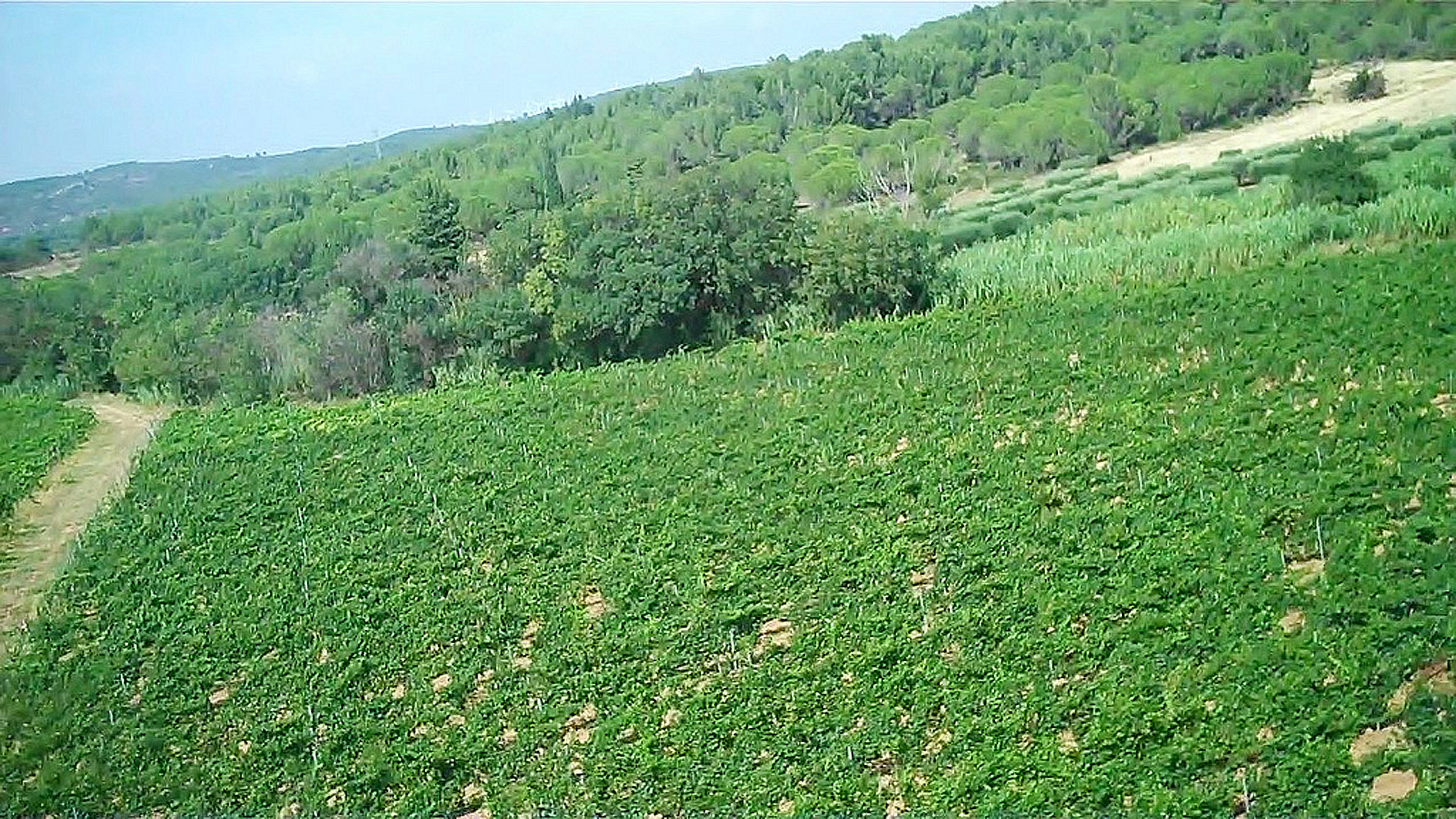
Vignoble de Corbières-boutenac
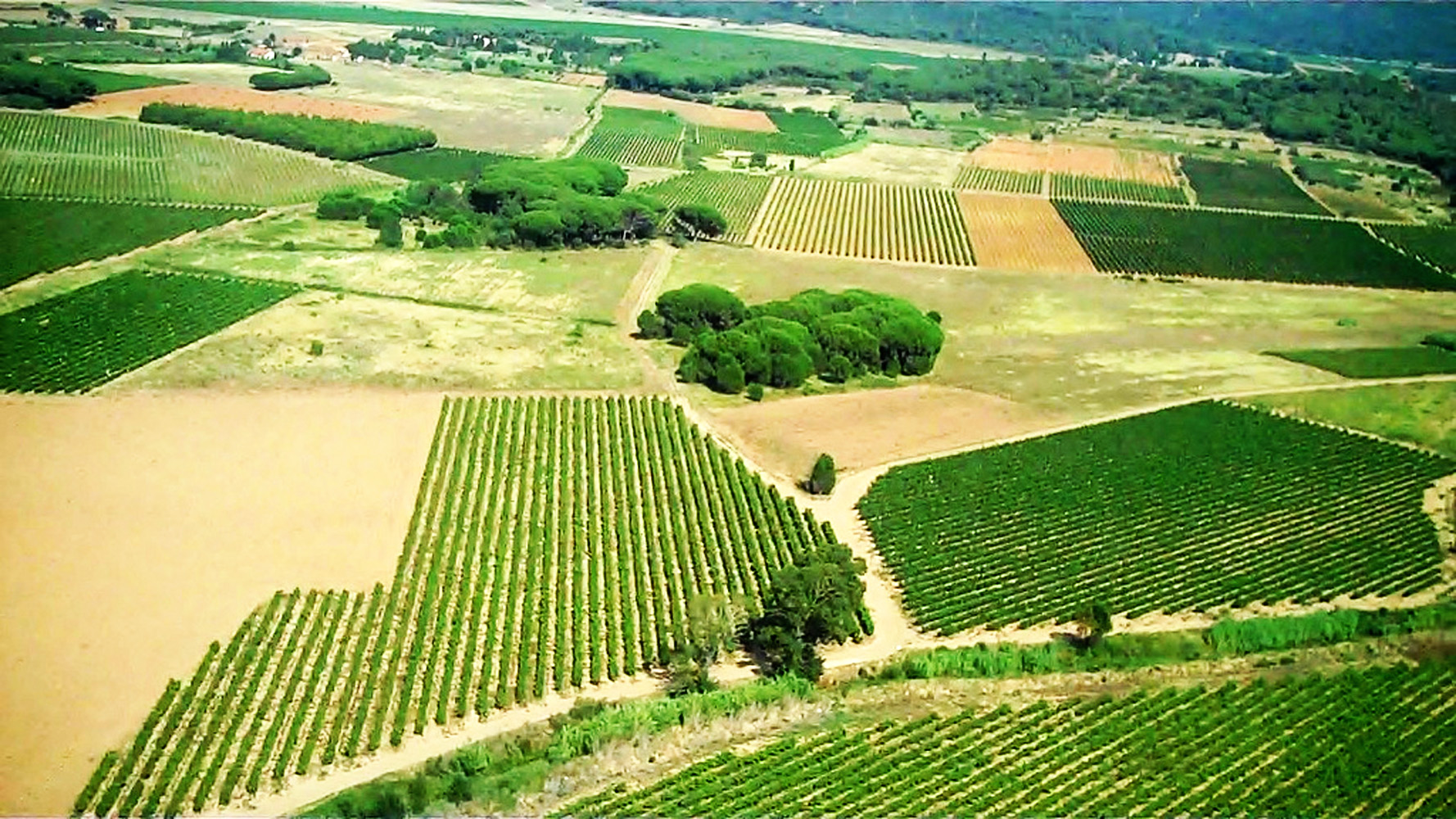
Vue aérienne du vignoble des Corbières

### Climatologie
Les corbières bénéficient du climat méditerranéen, caractérisé par des étés chauds, ensoleillés et secs, des précipitations réparties sur trois saisons et l'influence de la tramontane.
La station météo de Carcassonne (126 mètres) est la plus proche de l'aire d'appellation. Ses valeurs climatiques de 1961 à 1990 sont : 
| Mois                              | jan. | fév. | mars | avril | mai  | juin | jui. | août | sep. | oct. | nov. | déc. | année |
| --------------------------------- | ---- | ---- | ---- | ----- | ---- | ---- | ---- | ---- | ---- | ---- | ---- | ---- | ----- |
| Température minimale moyenne (°C) | 2,7  | 3,7  | 4,9  | 7,4   | 10,5 | 13,8 | 16,3 | 16,1 | 13,9 | 10,7 | 6,1  | 3,2  | 9,1   |
| Température moyenne (°C)          | 5,9  | 7,2  | 9,1  | 11,7  | 15,3 | 19,1 | 22,1 | 21,5 | 19   | 14,8 | 9,6  | 6,7  | 13,5  |
| Température maximale moyenne (°C) | 9,2  | 10,8 | 13,3 | 16,1  | 20   | 24,4 | 27,9 | 26,9 | 24,1 | 19   | 13   | 9,8  | 17,9  |
| Précipitations (mm)               | 67,3 | 67,7 | 64,8 | 71,5  | 62,3 | 43   | 29,1 | 43,2 | 46,1 | 74   | 56,7 | 69,4 | 695,1 |

Les précipitations de plus de 1 millimètre se répartissent sur 92 jours, les pics se situant au printemps et à l'automne. Si l'humidité de mars-avril-mai est bénéfique pour la vigne en rechargeant les nappes phréatiques et en arrosant le début de la végétation, celles d'octobre prennent souvent la forme d'épisodes cévenols aux effets parfois dévastateurs. Ces conditions rudes exigent une bonne adaptation des cépages à ce terroir et l'usage de porte-greffes tolérant le stress hydrique.
L'ensoleillement s'étale sur 193 jours, 88 jours fortement et 113 faiblement. Ce facteur est particulièrement favorable à une bonne maturité du raisin entre juillet et septembre. 
Enfin, la zone subit de fortes contraintes liées au vent. Les Corbières sont situées dans l'aire d'influence de la tramontane. Ce vent violent de secteur ouest à nord-ouest, rafraîchit et assèche l'air ambiant. Il souffle en rafales, majoritairement en fin d'hiver et au printemps. Si son action éloigne les risques de maladies cryptogamiques, sa violence peut abîmer les jeunes pousses fragiles insuffisamment palissées.
La viticulture est une des rares activités agricoles possibles dans cette région aride.

## Vignoble
Le volume moyen de corbières produit chaque année est de 400 000 hectolitres.
Cette production est issue de plus de 11 000 hectares référencés dans l'appellation et du travail de plus de 1 300 producteurs. Les vins rouges constituent 87 % de la production, les vins de Corbières affichent une grande richesse de couleurs et d'arômes.

### Présentation
Liste des communes de l'aire d'appellation :

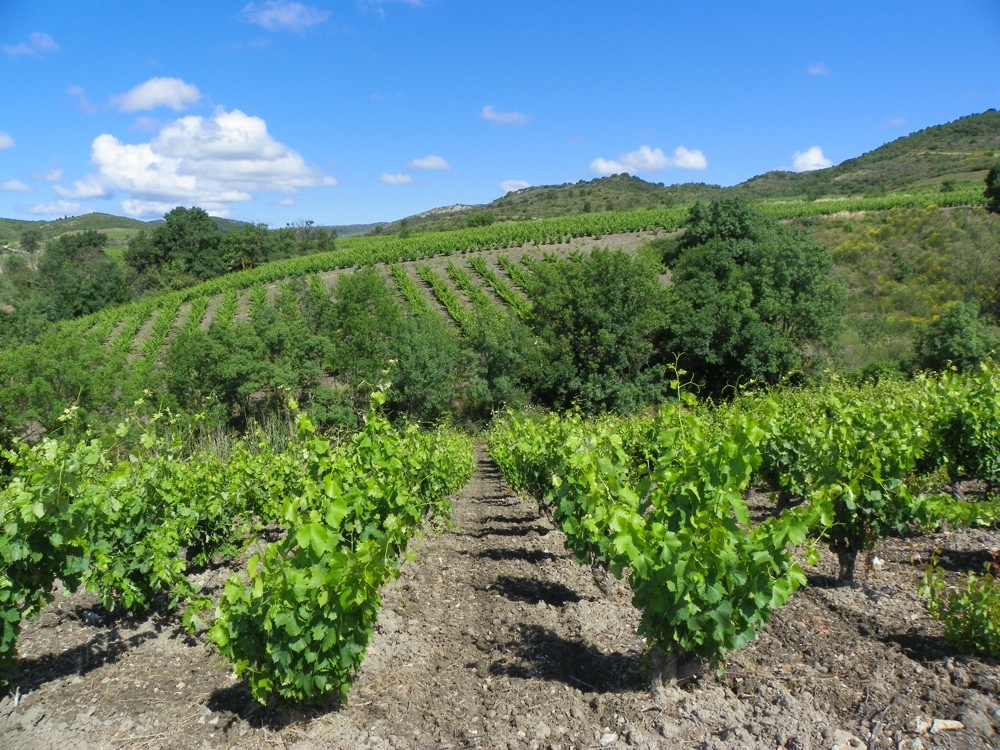
Les vignes près de Cascastel (juin 2010).

- La route des étangs et de la mer, les communes de :
  - Bages, Fitou, Gruissan, Leucate, Peyriac-de-mer, Portel-des-corbières, Roquefort-des-corbières et Sigean.

- La route de l'Alaric, les communes de :
  - Arquette-en-val, Barbaira, Camplong d'Aude, Capendu, Comigne, Conilhac, Douzens, Escales, Fontcouverte, Floure, Fontiès-d'Aude, Montbrun-des-Corbières, Montirat, Montlaur,  Monze, Moux, Pradelles-en-val, Puichéric, Ribaute et Tourouzelle.

- Canton de Lagrasse, les communes de :
  - Caunettes-en-Val, Labastide-en-Val, Lagrasse, Mayronnes, Montlaur, Pradelles-en-Val, Ribaute, Rieux-en-Val, Saint-Pierre-des-Champs, Serviès-en-Val, Talairan, Taurize, Tournissan, Villar-en-Val et Villetritouls.

- Canton de Mouthoumet, les communes de :
  - Davejean, Dernacueillette, Félines-Termenès, Laroque-de-Fa, Palairac, Termes, Vignevieille et Villerouge-Termenès.

- Canton de Narbonne-Ouest, les communes de :
  - Bizanet, Canet-d'Aude, Montredon-des-Corbières, Narbonne et Névian.

- Canton de Narbonne-Sud, la commune de :
  - Bages.

- Canton de Coursan, la commune de :
  - Gruissan.

- Canton de Sigean, tout le canton :
  - Caves, Feuilla, Fitou, La Palme, Leucate, Peyriac-de-Mer, Port-la-Nouvelle, Portel-des-Corbières, Roquefort-des-Corbières, Sigean et Treilles.

- Canton de Tuchan, tout le canton :
  - Cucugnan, Duilhac-sous-Peyrepertuse, Maisons, Montgaillard, Padern, Paziols, Rouffiac-des-Corbières et Tuchan.

- Canton de Durban-Corbières, tout le canton :

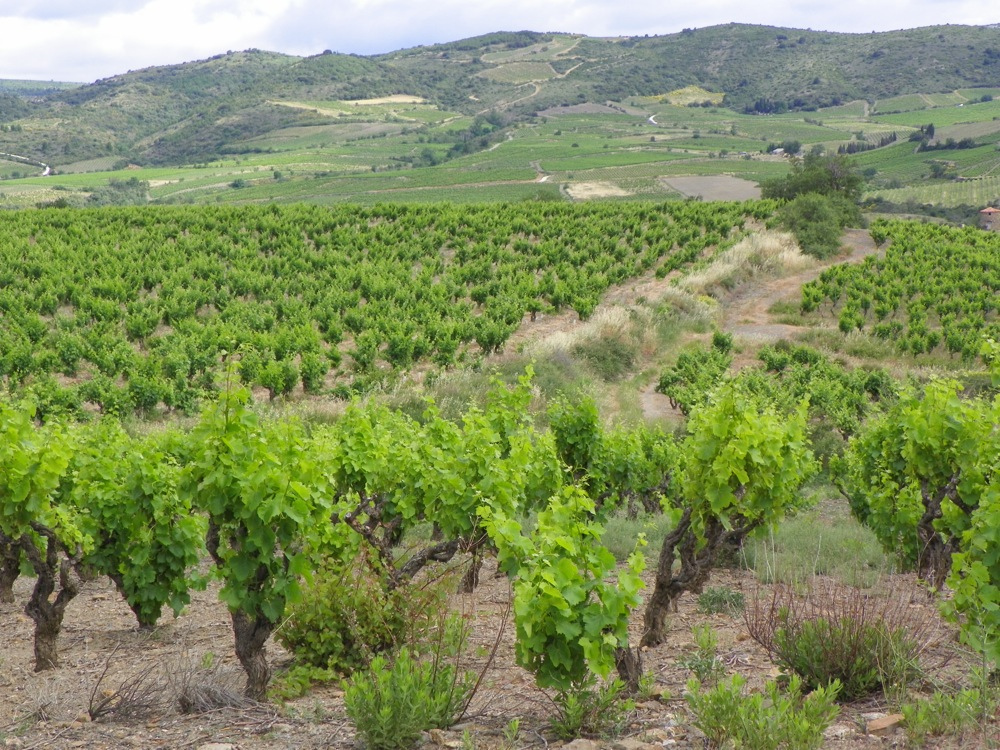
Vignes à Villeneuve-les-Corbières

- - Albas, Cascastel-des-Corbières, Coustouge, Durban-Corbières, Embres-et-Castelmaure, Fontjoncouse, Fraissé-des-Corbières, Jonquières, Quintillan, Saint-Jean-de-Barrou, Saint-Laurent-de-la-Cabrerisse, Thézan-des-Corbières, Villeneuve-les-Corbières et Villesèque-des-Corbières.

- Canton de Lézignan-Corbières, les communes de :
  - Boutenac, Camplong-d'Aude, Conilhac-Corbières, Cruscades, Escales, Fabrezan, Ferrals-les-Corbières, Fontcouverte, Lézignan-Corbières, Luc-sur-Orbieu, Montbrun-des-Corbières, Montséret, Ornaisons et Saint-André-de-Roquelongue[13].

### Encépagement

#### Vignes à vin rouge
Le décret d'appellation impose comme cépages principaux le carignan N, le grenache noir N, le lledoner pelut N, le mourvèdre et la syrah N. Les cépages cinsault, grenache gris G, le picpoul noir et le terret noir N sont accessoires.
Les règles de proportion de l'encépagement des exploitations sont complexes. Deux cépages au moins doivent cohabiter. Les cépages principaux (sauf le carignan) doivent représenter au moins la moitié des surfaces. Les cépages accessoires (plus le carignan) sont limités ensemble à la moitié de l'encépagement. Le cinsault est limité à 20 % et le grenache gris à 10 %.

#### Vignes à vin rosé
Les cépages principaux sont le carignan N, le cinsaut N, le grenache N, le lledoner pelut N, le mourvèdre N, le piquepoul noir N et la syrah N. Les cépages accessoires sont le bourboulenc B, la clairette B, le grenache blanc B, le grenache gris G, le macabeu B, la marsanne B, le muscat blanc à petits grains B, le piquepoul blanc B, la roussanne B, le terret blanc B, le terret noir N et le vermentino B. 
Les règles de proportions imposent au moins deux cépages. Les cépages grenache N, lledoner pelut N, mourvèdre N, picquepoul noir N et syrah N, ensemble ou séparément, doivent dépasser 25 % de l'encépagement, alors que le cinsaut N ne peut dépasser 75 %. Les cépages carignan N, grenache gris G et terret noir N sont limités à 50, le grenache gris G à 10 % de l'encépagement et l'ensemble des cépages bourboulenc B, clairette B, grenache blanc B, macabeu B, marsanne B, muscat à petits grains B, piquepoul blanc B, roussanne B, terret blanc B, vermentino B à 10 % de l'encépagement. 

#### Vignes à vin blanc
Les cépages principaux sont le bourboulenc B, le grenache blanc B, le macabeu B, la marsanne B, la roussanne B et le vermentino B. Leur sont adjoints les cépages accessoires clairette B, muscat blanc à petits grains B, piquepoul blanc B et terret blanc B. 
Le décret impose une proportion supérieure ou égale à 90 % pour les cépages principaux et un minimum de deux cépages.

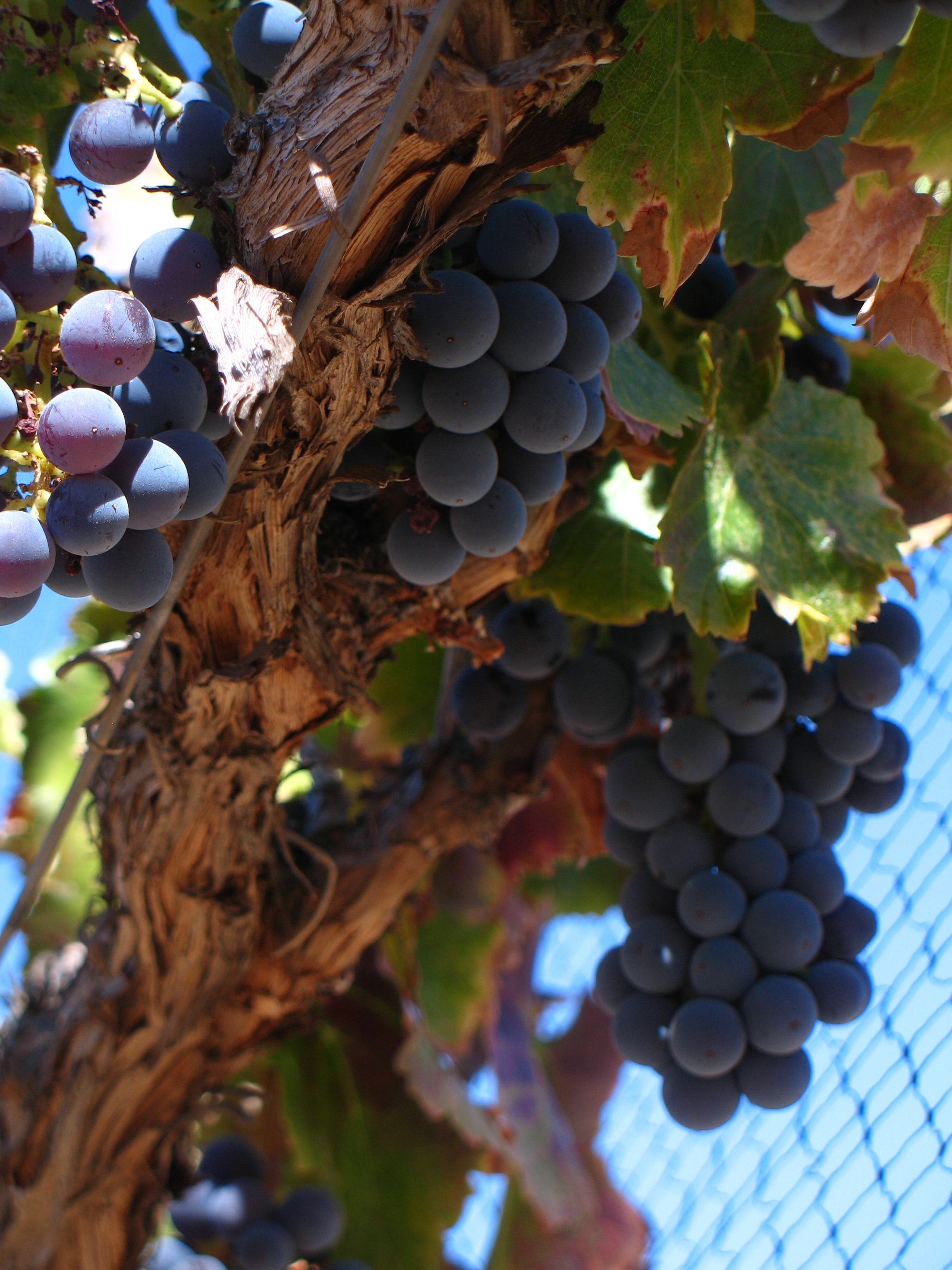
Grenache noir N.
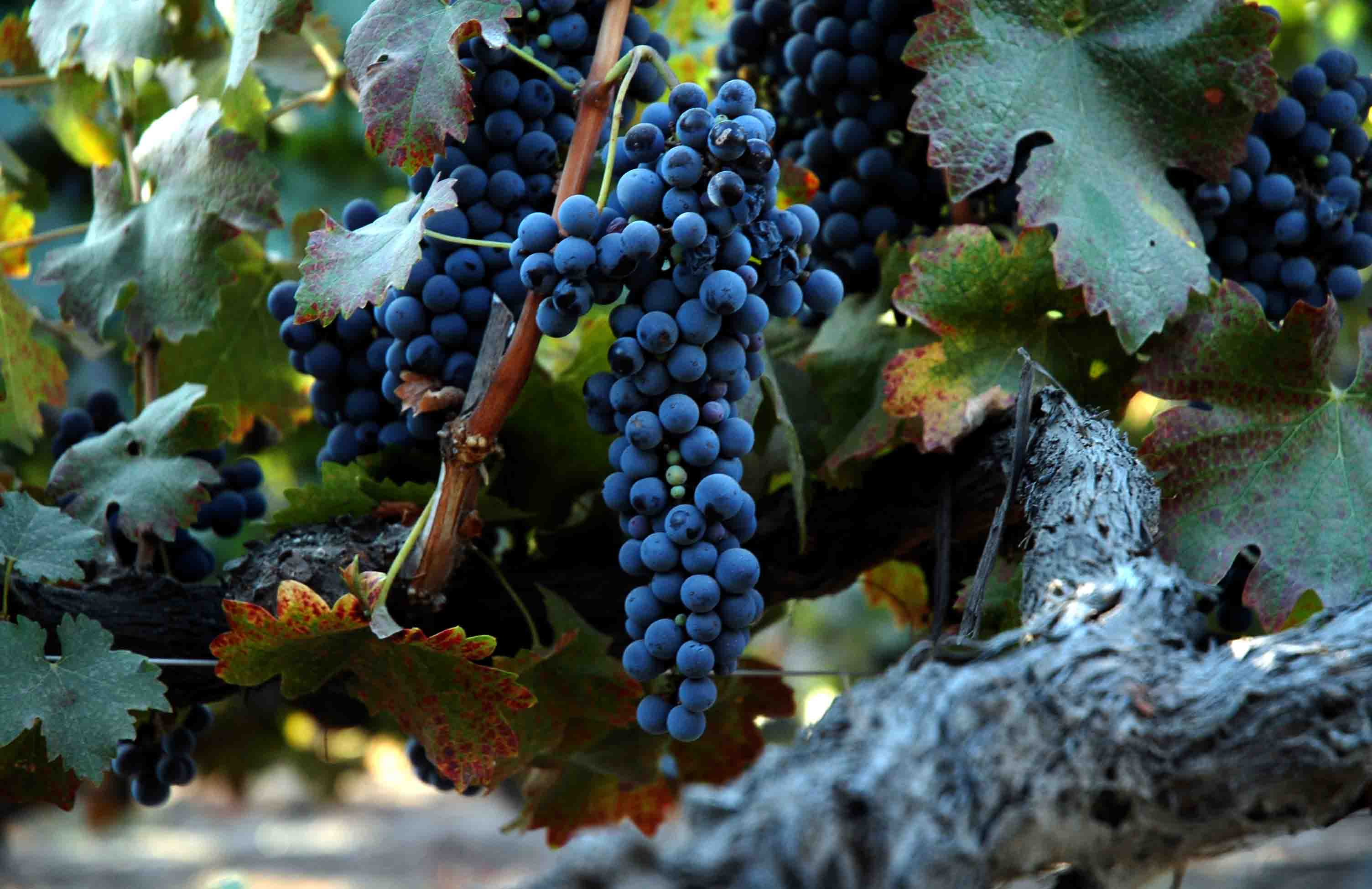
Syrah N.
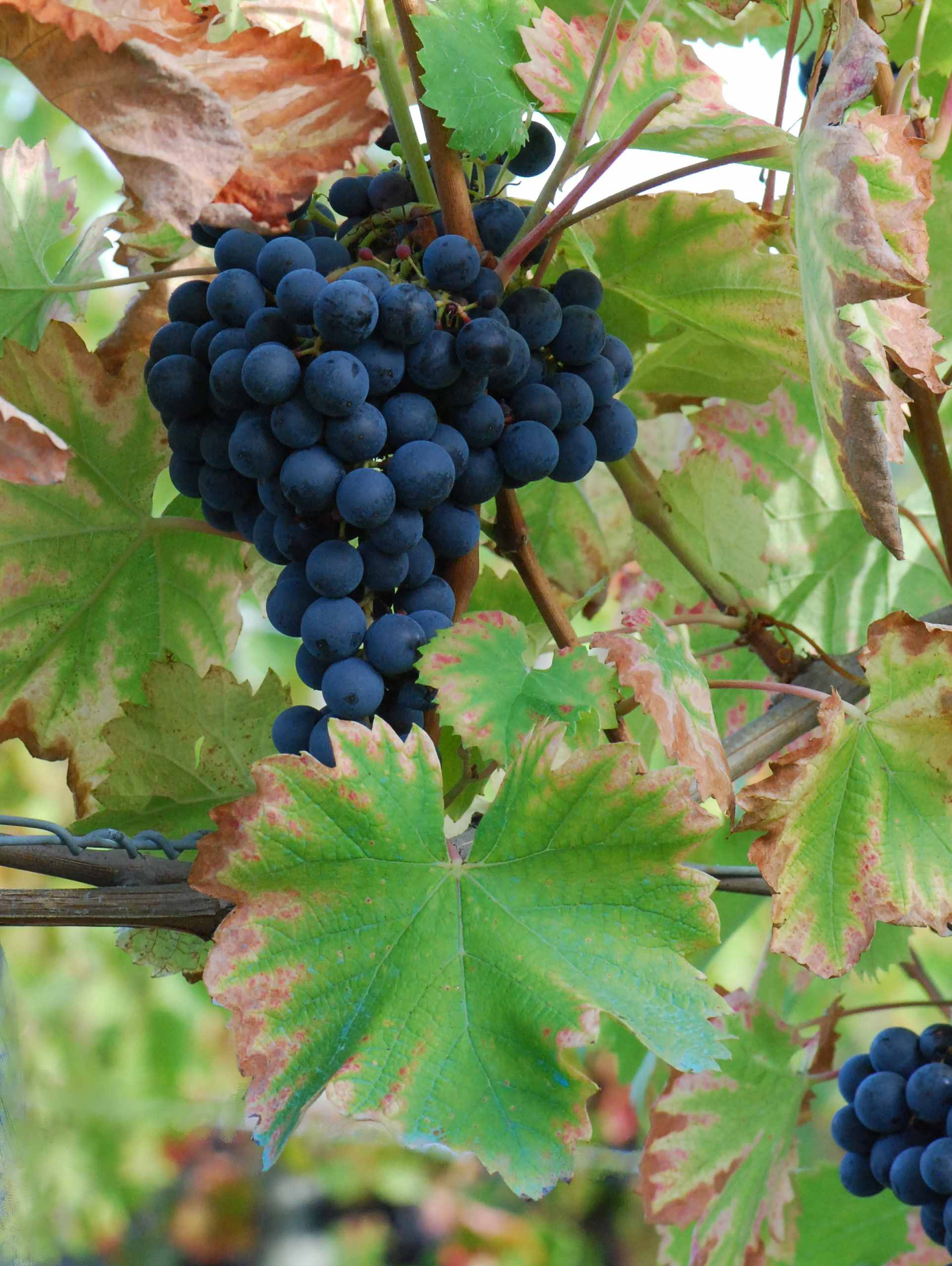
Mourvèdre N.
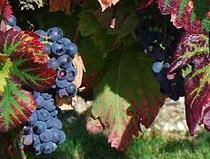
Carignan N.
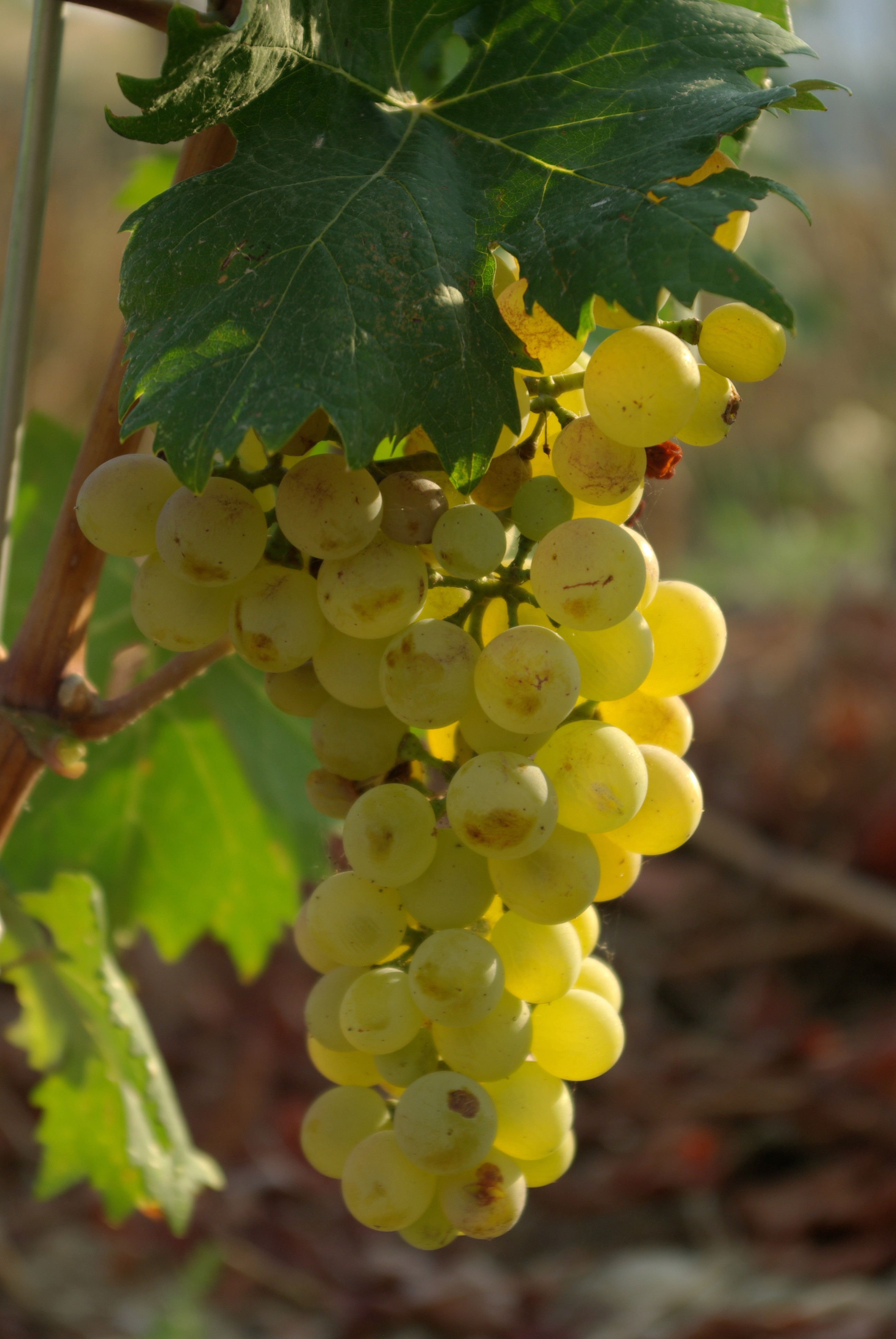
Vermentino B.
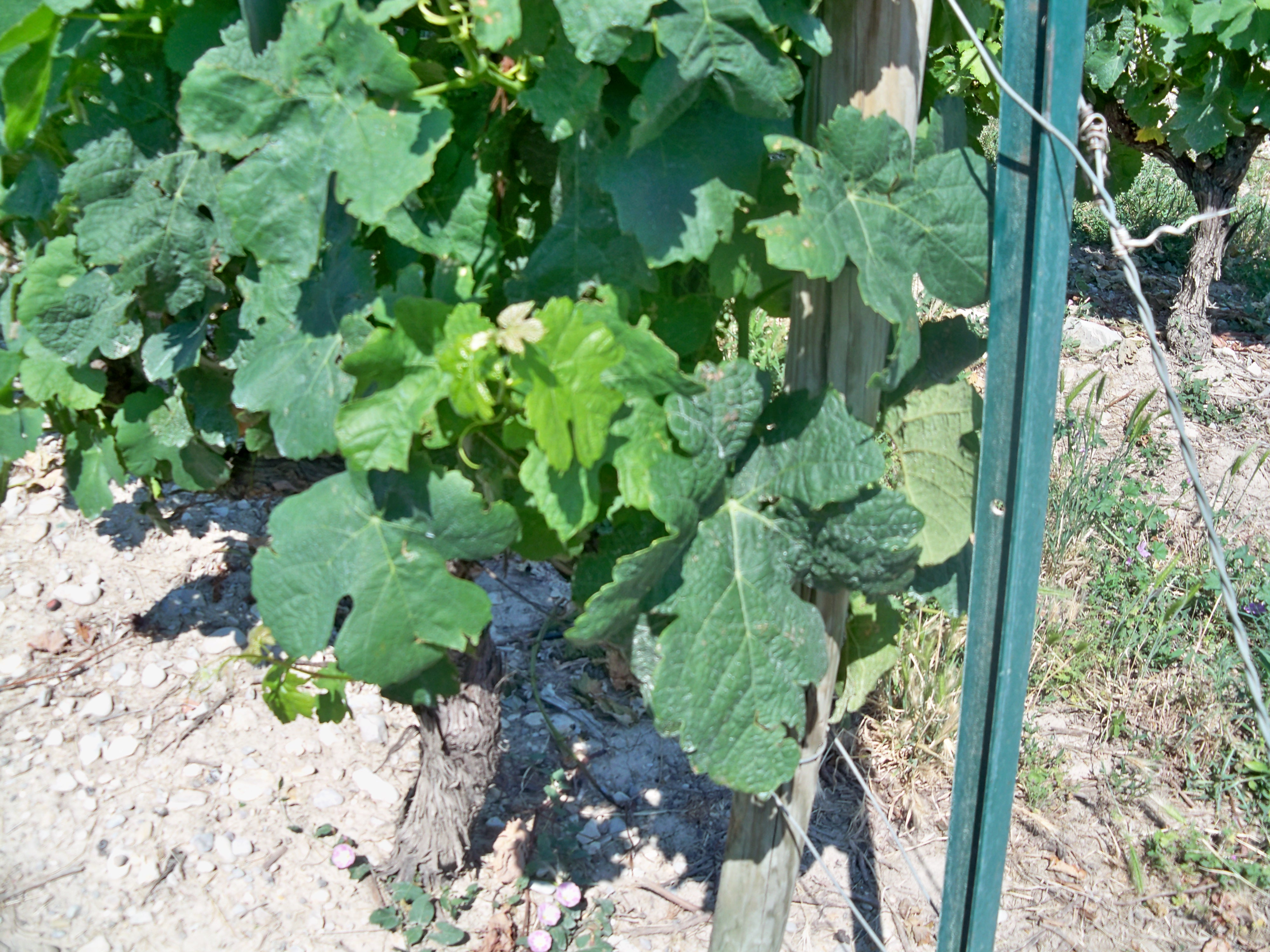
Marsanne B.

### Pratiques culturales

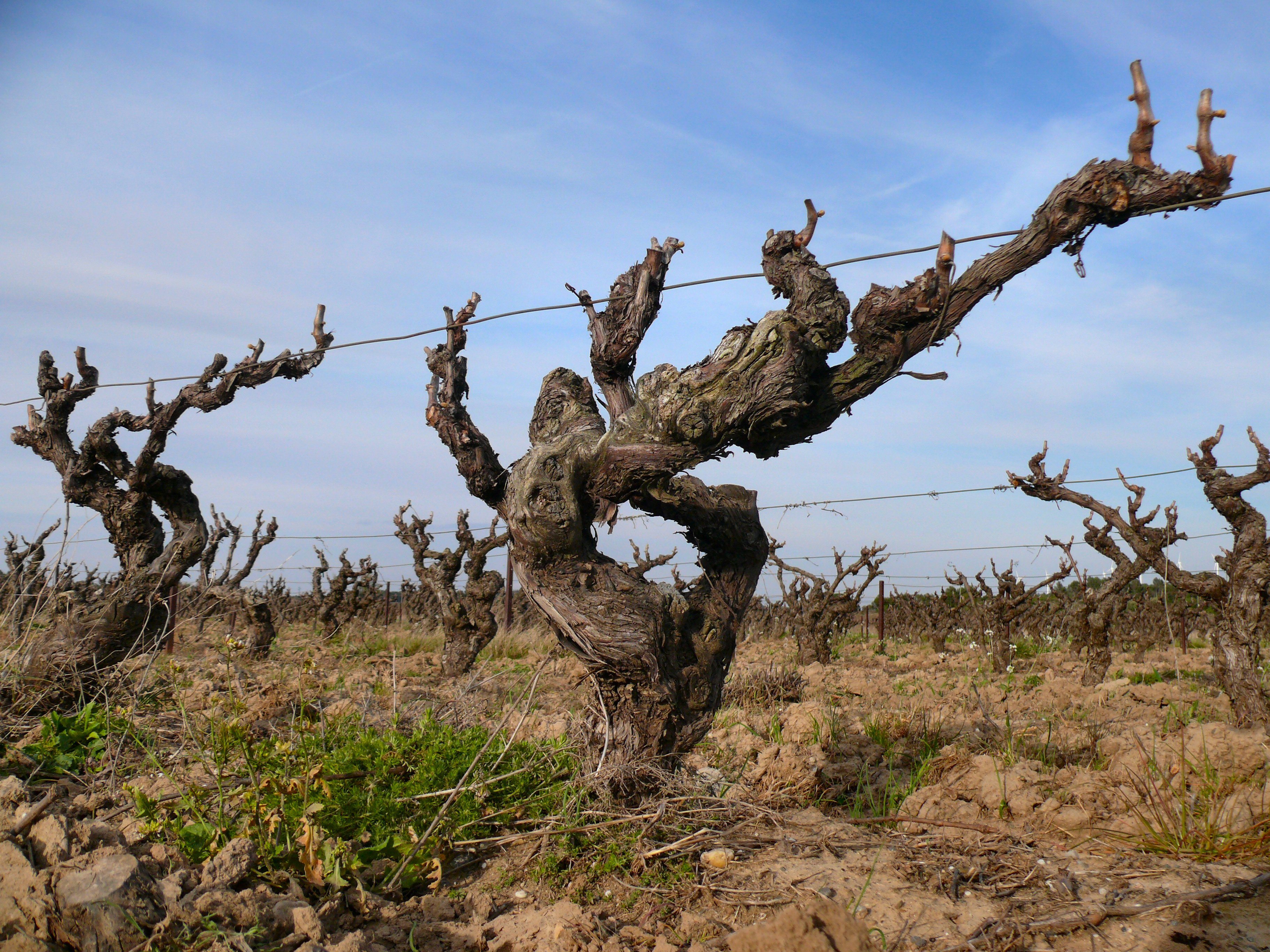
Vieilles vignes à Montbrun-des-Corbières (avril 2010).

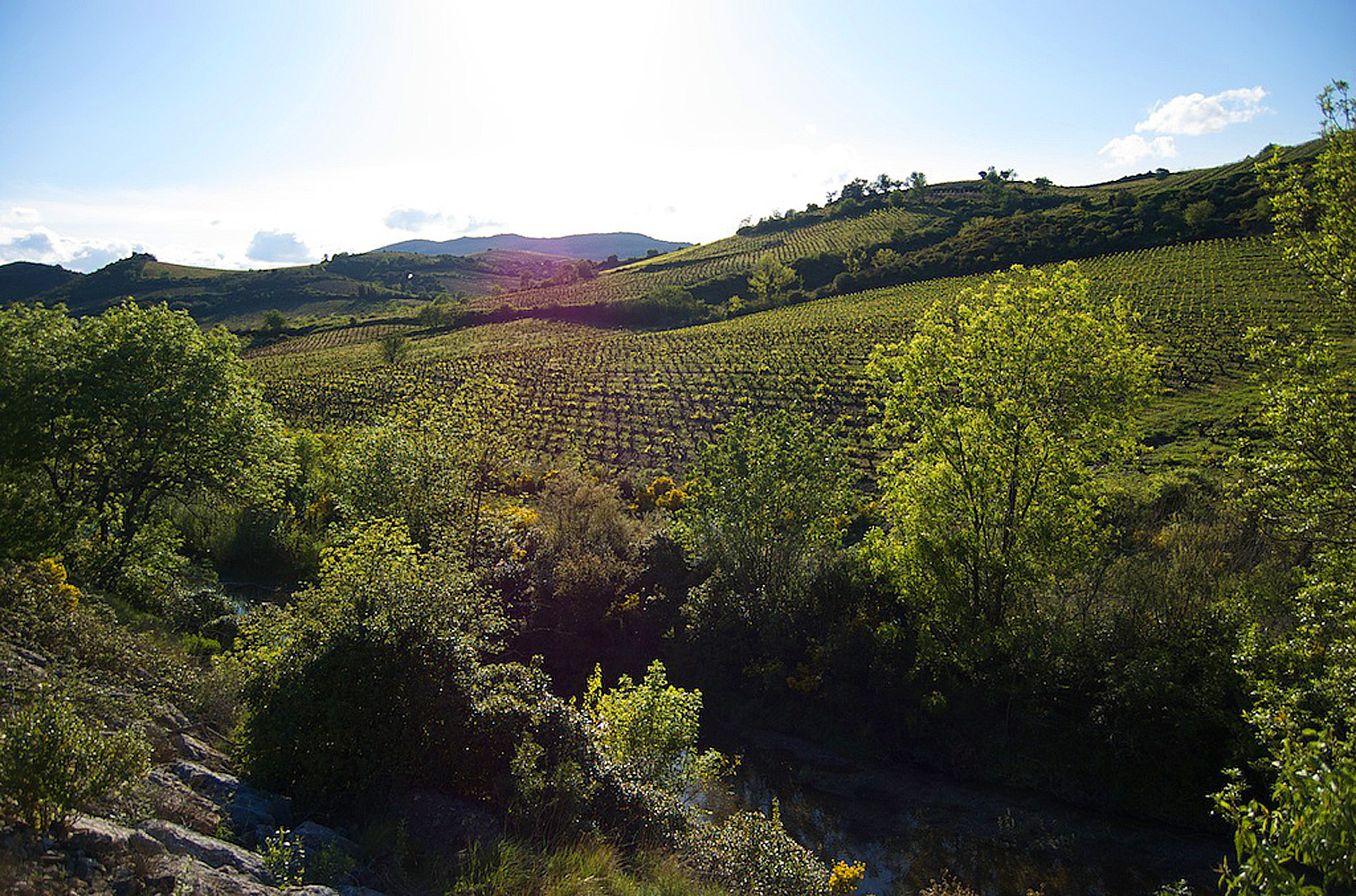
Vignoble en Corbières

La densité minimale de plantation des vignes est de 4 000 pieds par hectare. C'est une densité relativement basse comparée à celle de vignobles plus septentrionaux comme ceux de Bourgogne ; elle est justifiée par la quantité limitée en eau du sol. L'écartement entre rangs est limité à 2,5 mètres.
Lors de la taille de la vigne, la taille courte en gobelet est traditionnelle, additionnée de la taille en cordon. Les ceps sont taillés à six coursons maximum à deux yeux francs ou dans le cas du cordon, dix coursons à œil unique. (en viticulture, un œil est un bourgeon fructifère, futur porteur de grappes) Les cépages marsanne B, roussanne B et syrah N peuvent être taillés en guyot, limité à dix yeux par cep. Les cépages sujets à la coulure physiologique (grenache, noir et blanc) peuvent avoir quelques coursons taillés à cinq yeux pour assurer une production rentable même en cas d'année difficile.
L'entretien des vignes est obligatoire, en particulier la vigilance contre les maladies cryptogamiques et l'entretien du sol. Le taux de pieds morts ou manquants ne doit pas dépasser 20 % ; au-delà de cette limite, le rendement maximal de la parcelle est amputé du pourcentage de manquants.

### Irrigation

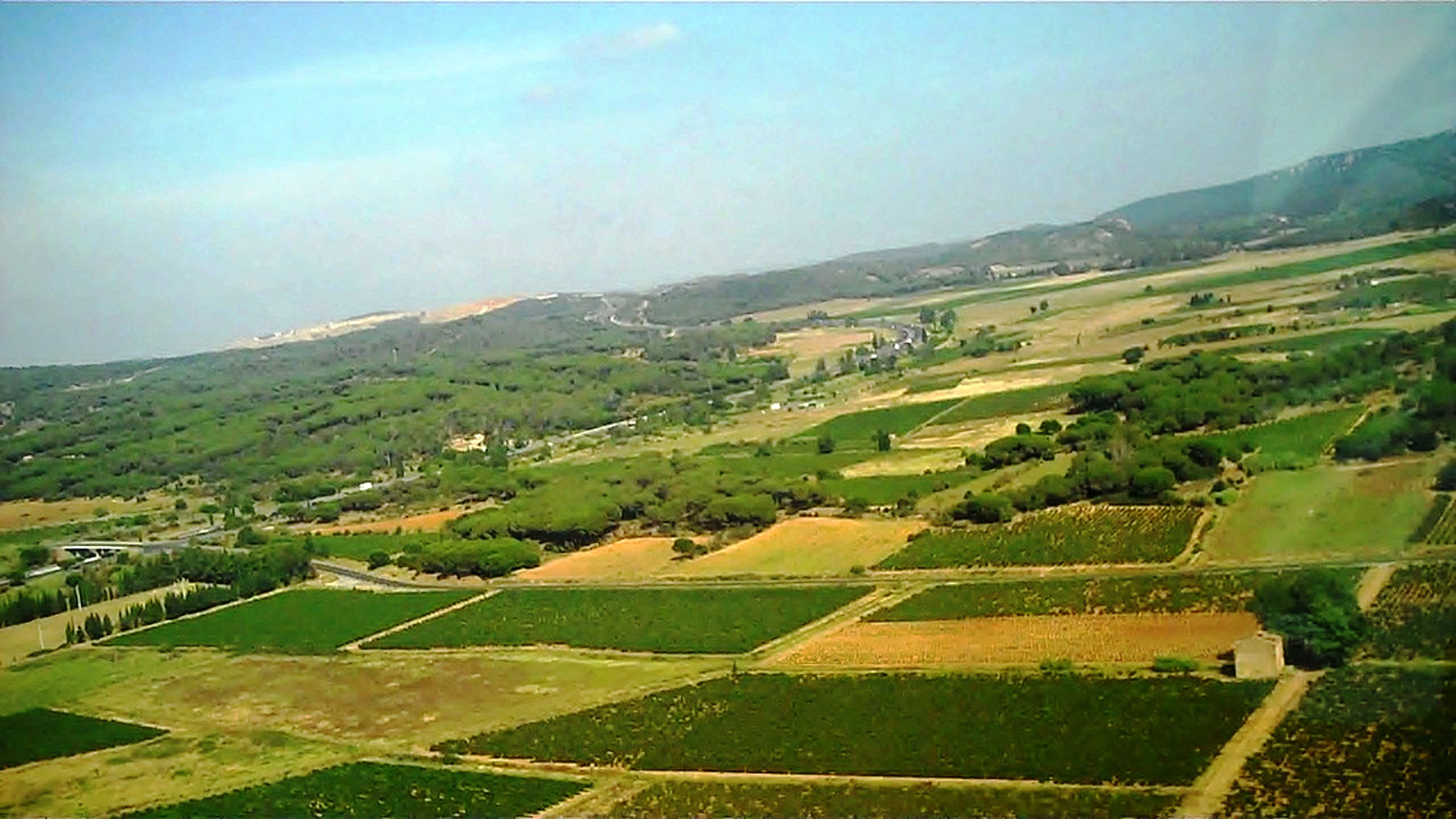
Vue aérienne du vignoble des Corbières

Elle est interdite du 1er mai jusqu'au 15 août. Toutefois, le décret précise qu'elle peut être exceptionnellement autorisée. Dans ce cas, elle est réservée aux conditions particulières de sécheresse d'un millésime.
Cette autorisation est demandée par l'organisme de défense et de gestion de l'appellation auprès de l'INAO, motivée par des données climatiques et de l'état des vignes qui nécessitent la mesure. Le directeur de l'INAO peut accorder la dérogation après avis du comité régional INAO. Le viticulteur qui le juge nécessaire s'engage à déclarer les parcelles irriguées avec la surface et le cépage à l'organisme d'inspection.[réf. nécessaire]

### Vendanges
Le viticulteur peut commencer les vendanges dès la publication préfectorale du ban des vendanges. Le raisin doit être jugé à bonne maturité : les normes minimales en sucre sont de 178 grammes par litre pour le raisin blanc (correspondant à un titre alcoométrique potentiel de 11,5) et 198 grammes par litre pour les raisins destinés aux vins rouge et rosé. (équivalent à 11,5 % de volume pour le rosé et 12 % pour le rouge)
Les vendanges sont majoritairement mécanisées, essentiellement pour des raisons de rapidité et de prix de revient.

## Vins

### Vinification et élevage

#### Vinification en blanc
À l'arrivée au chai, le raisin blanc est généralement éraflé. Il peut aussi être foulé pour favoriser l'extraction du jus. Le pressurage sépare moût et marc. Une stabulation à froid permet un débourbage pour éliminer les particules potentiellement génératrices de mauvais goûts. Il est ensuite mis en cuve pour y effectuer la fermentation alcoolique. Le vin fini est stabilisé sans faire la fermentation malolactique.

#### Vinification en rosé
Le vin rosé des Corbières peut être élaboré de deux manières. Le rosé de saignée est issu du moût soutiré d'une cuve de rouge après seulement quelques heures de cuvaison. Il n'a pas eu le temps d'acquérir beaucoup de couleur et arbore une couleur rose plus ou moins soutenue en fonction du cépage et de la durée de la cuvaison. 
La seconde méthode consiste à presser directement la vendange. Le premier jus est clair, comme celui du vin blanc, les suivants sont de plus en plus colorés. L'assemblage des jus permet de doser l'intensité de la couleur. Cette pratique est particulièrement bien adaptée aux cépages peu colorants : le grenache gris G, le cinsault N et, dans une moindre mesure, le grenache noir N. 
Le moût est clarifié par stabulation à froid et débourbage, avant d'être mis à fermenter selon un procédé identique à la vinification en blanc.

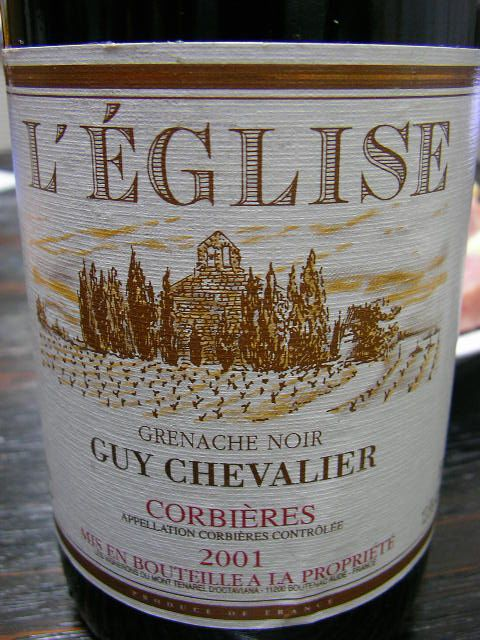
AOC Corbières Domaine Guy Chevalier
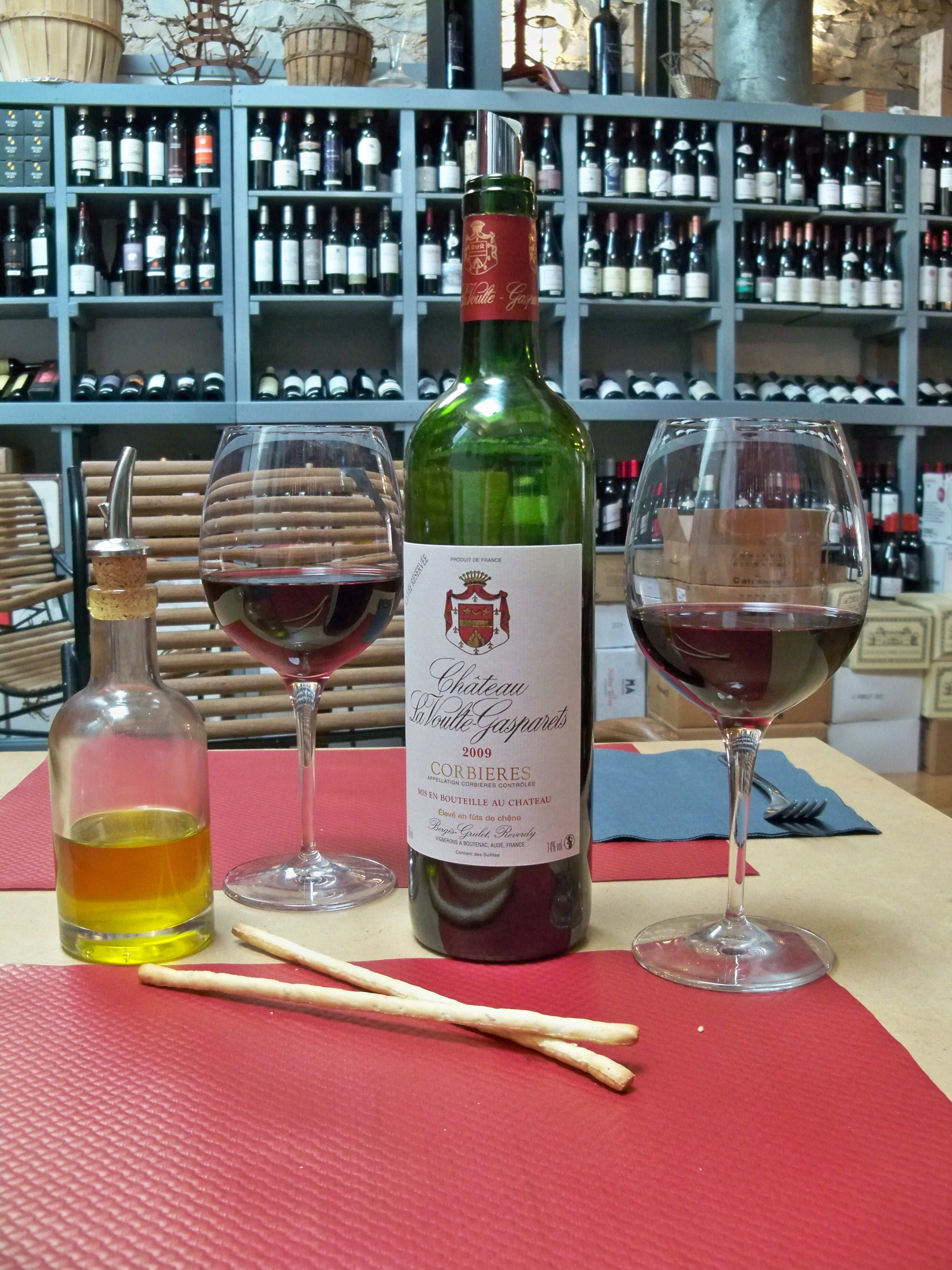
AOC Corbières Château La Voulte-Gasparets
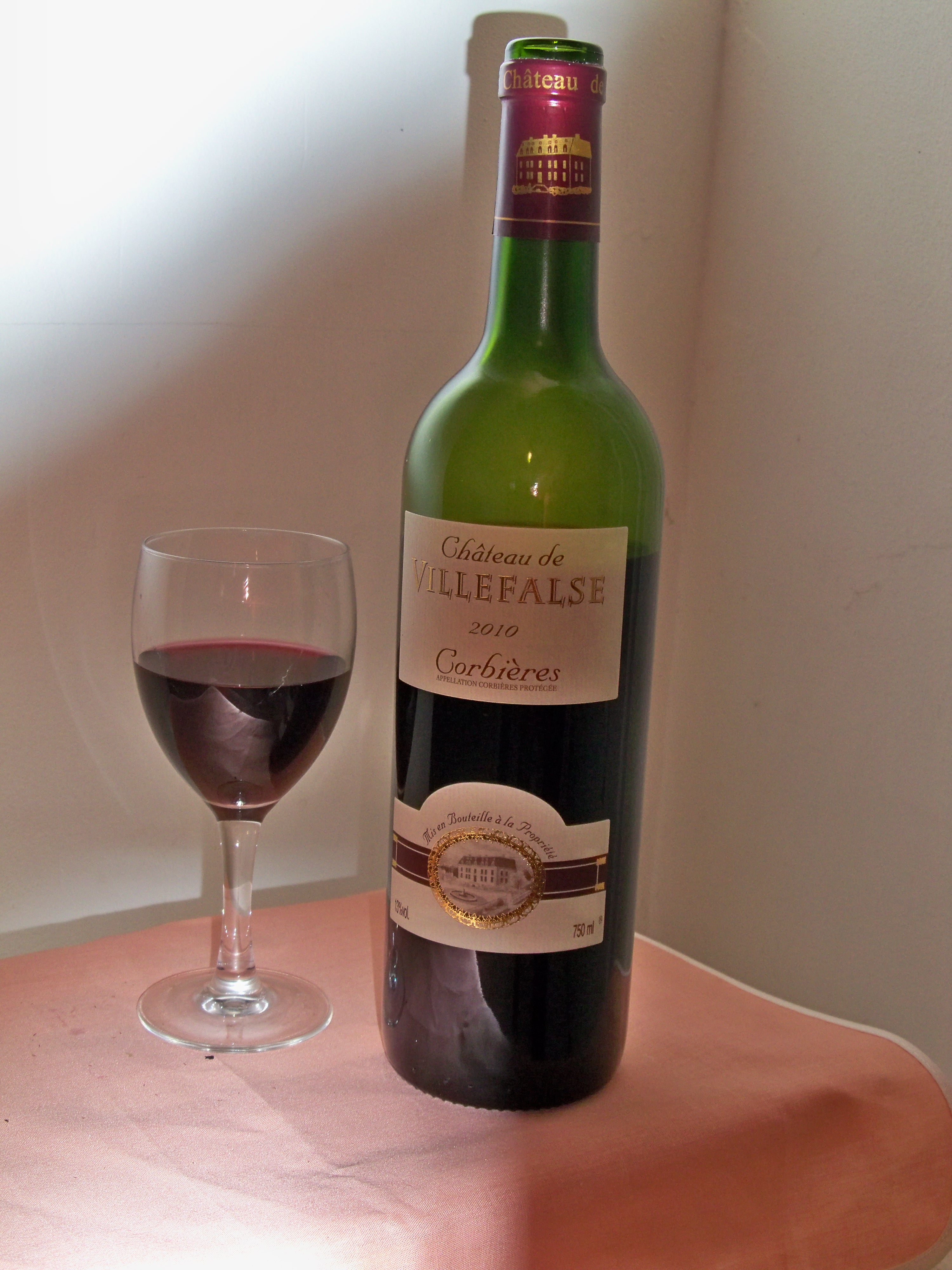
AOC Corbières Château de Villefalse
AOC Corbières Domaine de Mandraou
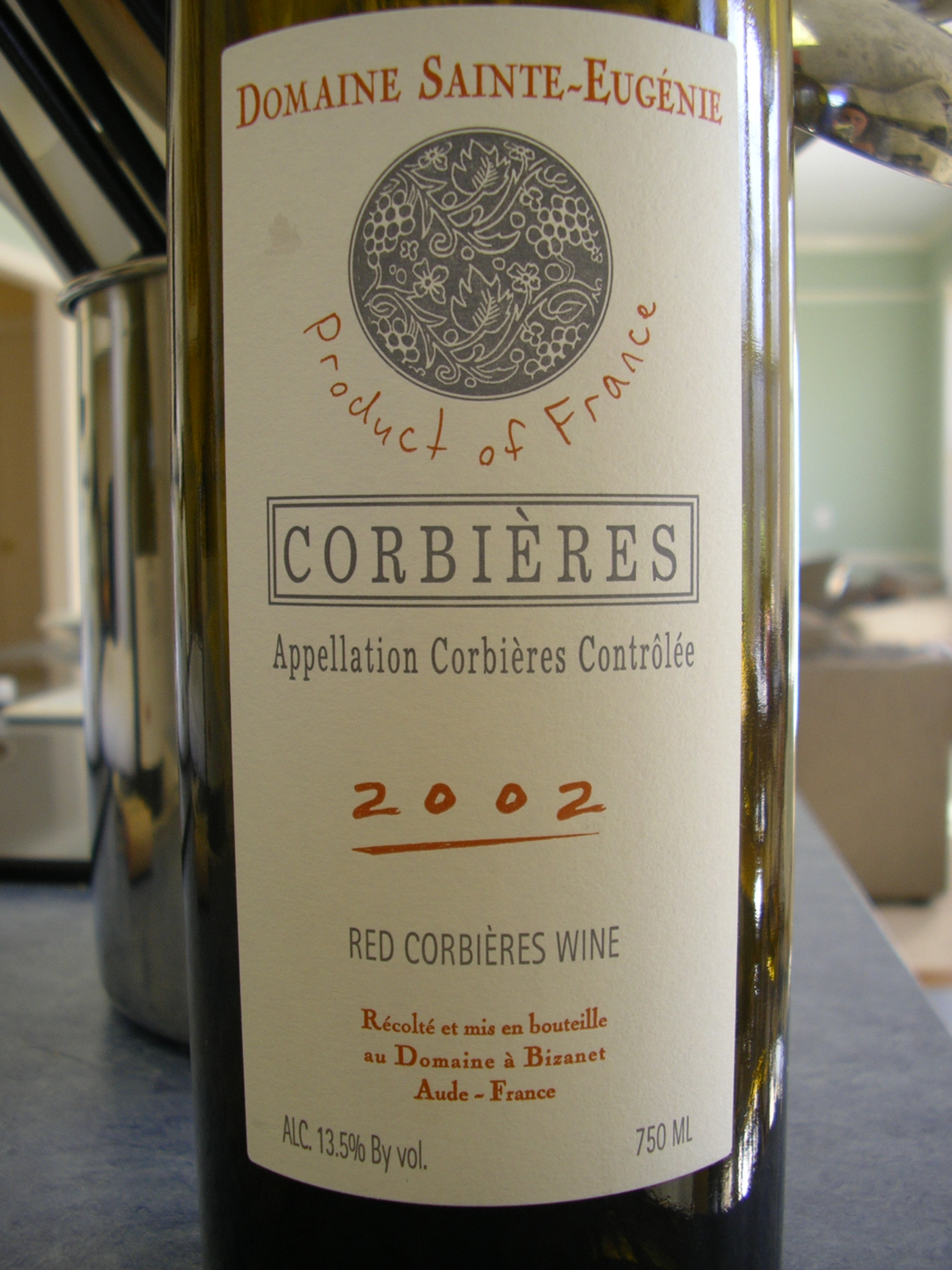
AOC Corbières Domaine Sainte-Eugénie

#### Vinification en rouge
Le raisin est mis en cuve dès la réception de la vendange. Une partie peut être foulée et éraflée. L'éraflage est une pratique qui gagne du terrain, les vins gagnant en souplesse et en finesse des tanins. Les polyphénols de la rafle sont en effet rustiques et âpres.
Une partie importante de la vendange est vinifiée en macération carbonique. Cette méthode de fermentation en grains entiers a permis de tirer meilleur parti du carignan N. Ce cépage, dénigré pour ses rendements pléthoriques en plaines et son vin âpre, est devenu, grâce à cette fermentation, un cépage emblématique de l'AOC. Les autres cépages peuvent être vinifiés en cuvaison classique ou en macération carbonique.
À la fin de la fermentation alcoolique, le vin est soutiré. Le marc est pressé et le vin de presse est dégusté pour déterminer s'il est apte à être assemblé au vin de goutte. Le vin logé en cuve effectue la fermentation malolactique. Elle transforme l'acide malique à deux groupes carboxyle, en acide lactique qui n'en comporte qu'un. L'opération conduit à une désacidification naturelle du vin ; elle arrondit le vin, le rend plus souple et moins âpre.
Le vin fini vieillit quelques mois. Selon le produit recherché, cet élevage peut se faire en cuve, en barrique ou en foudre de bois de chêne.

### Terroirs et vins

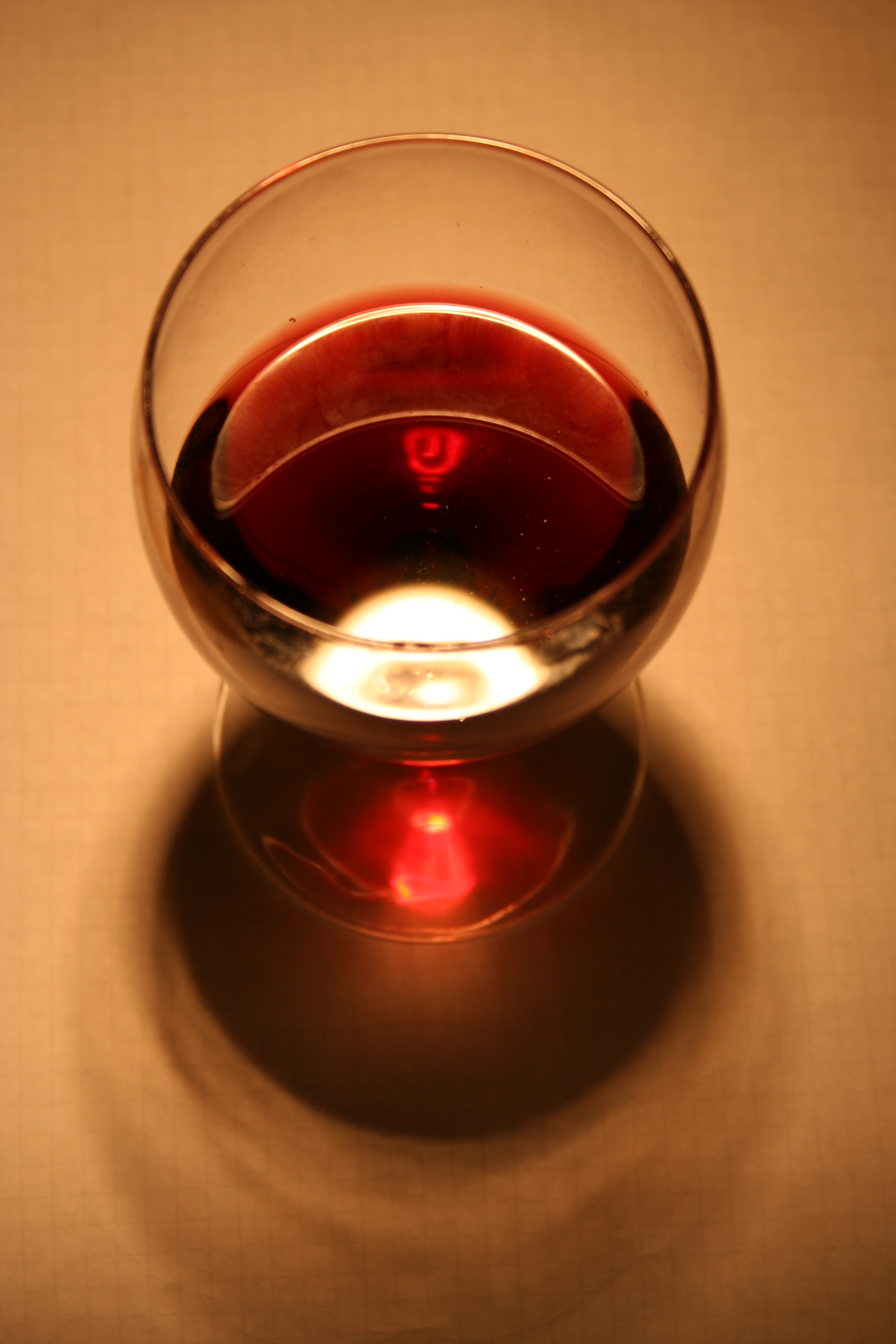
Un verre de corbières rouge.

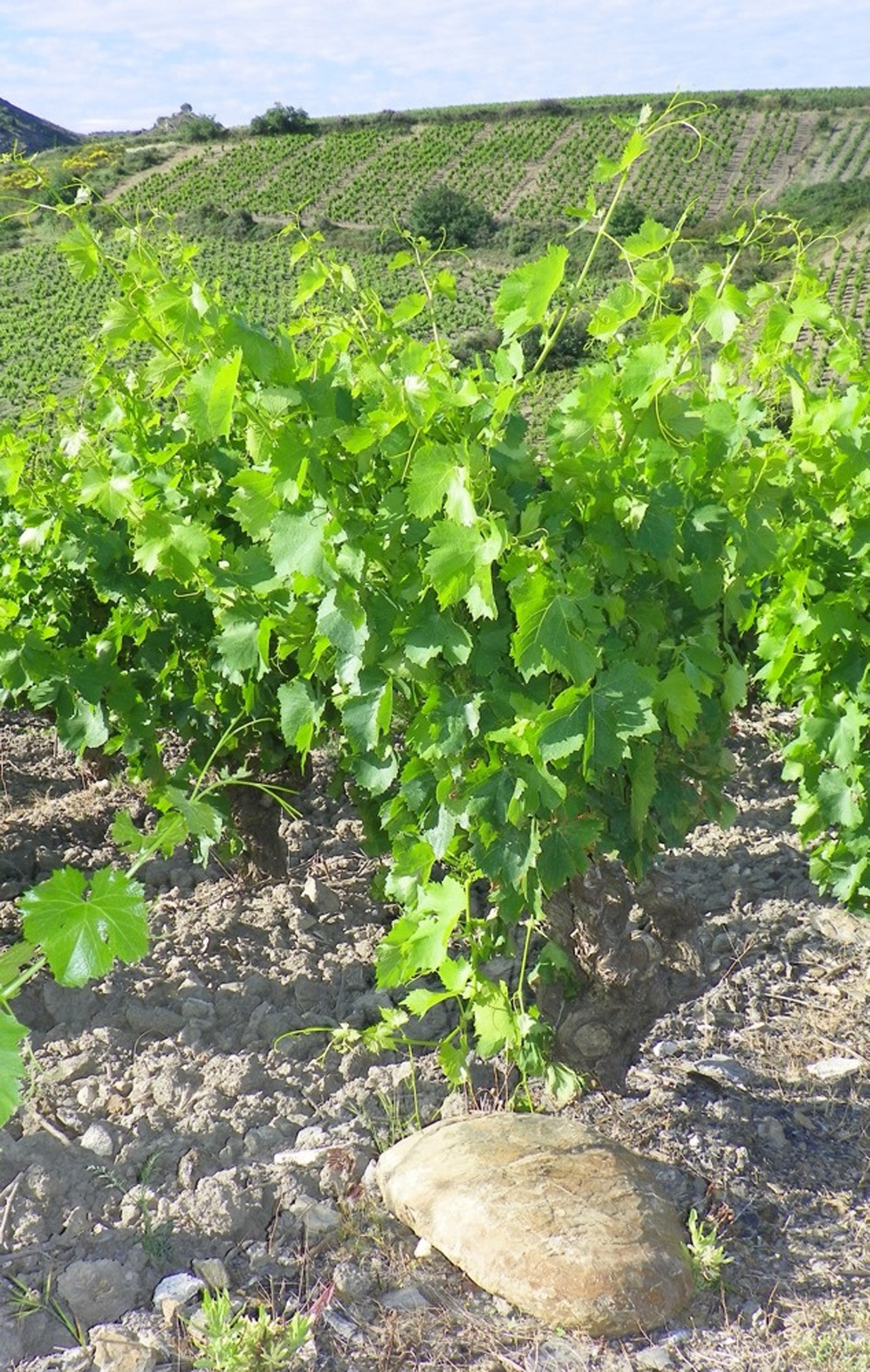
Terroir viticole à Villeneuve-les-Corbières

Les sols de l'AOC sont composés de schistes, de calcaires durs ou tendres, de molasses gréseuses et de terrasses alluvionnaires du quaternaire. À cette complexité géologique s'ajoutent les variances climatiques puisque le vignoble s'étale de la Méditerranée jusqu’à 400 m d’altitude. Ce qui induit une grande diversité allant du climat méditerranéen à un climat de transition à influence atlantique. 
Le milieu naturel dans lequel est implanté le vignoble passe rapidement des plages du bord de mer à la plaine irriguée de Lézignan, pour atteindre ensuite un paysage aride et pierreux typique des hautes Corbières.
Ces spécificités ont imposé aux vignerons d'adapter leur vinification. Elle est faite, le plus souvent, en macération carbonique pour le vin rouge, sinon en vinification classique après égrappage des raisins. Le vin rosé est élaboré soit par saignée, soit pressurage direct.
De plus, la fermentation malolactique est obligatoire pour les vins rouges : pour être commercialisés, la teneur en acide malique ne doit pas dépasser 0,4 gramme par litre. La fermentation alcoolique doit aussi être achevée avec un taux de sucres fermentescibles inférieur à trois grammes par litre. Dans le cas des vins dont le degré naturel dépasse 14 % de volume, le taux de sucres résiduel est toléré à 4 grammes par litre : la fin de fermentation est plus délicate avec un degré élevé. 
Pour les vins blancs et rosés, le taux de sucre résiduel est de quatre grammes par litre. Pour ces vins, le gramme supplémentaire de sucre par rapport au vin rouge est imperceptible, mais il modifie la perception gustative, donnant plus de gras et de moelleux.

### Gastronomie
|  |  |

Le corbières est un vin qui peut traditionnellement être marié à nombre de mets au cours d'un repas. 
Entrées
charcuterie, jambon, ballotine, ainsi que boudin noir et andouille
Gibier à poil
chevreuil, sanglier, lièvre, lapin ainsi que daube et coq au vin
Gibier à plume
faisan, pigeon, bécassine, caille, canard
Viandes
Agneau, veau, bœuf sous leurs différentes préparations
Plats régionaux
fréginat, cassoulet, aligot
Fromages
beaufort, édam, fromage de brebis

## Économie

### Structure des exploitations

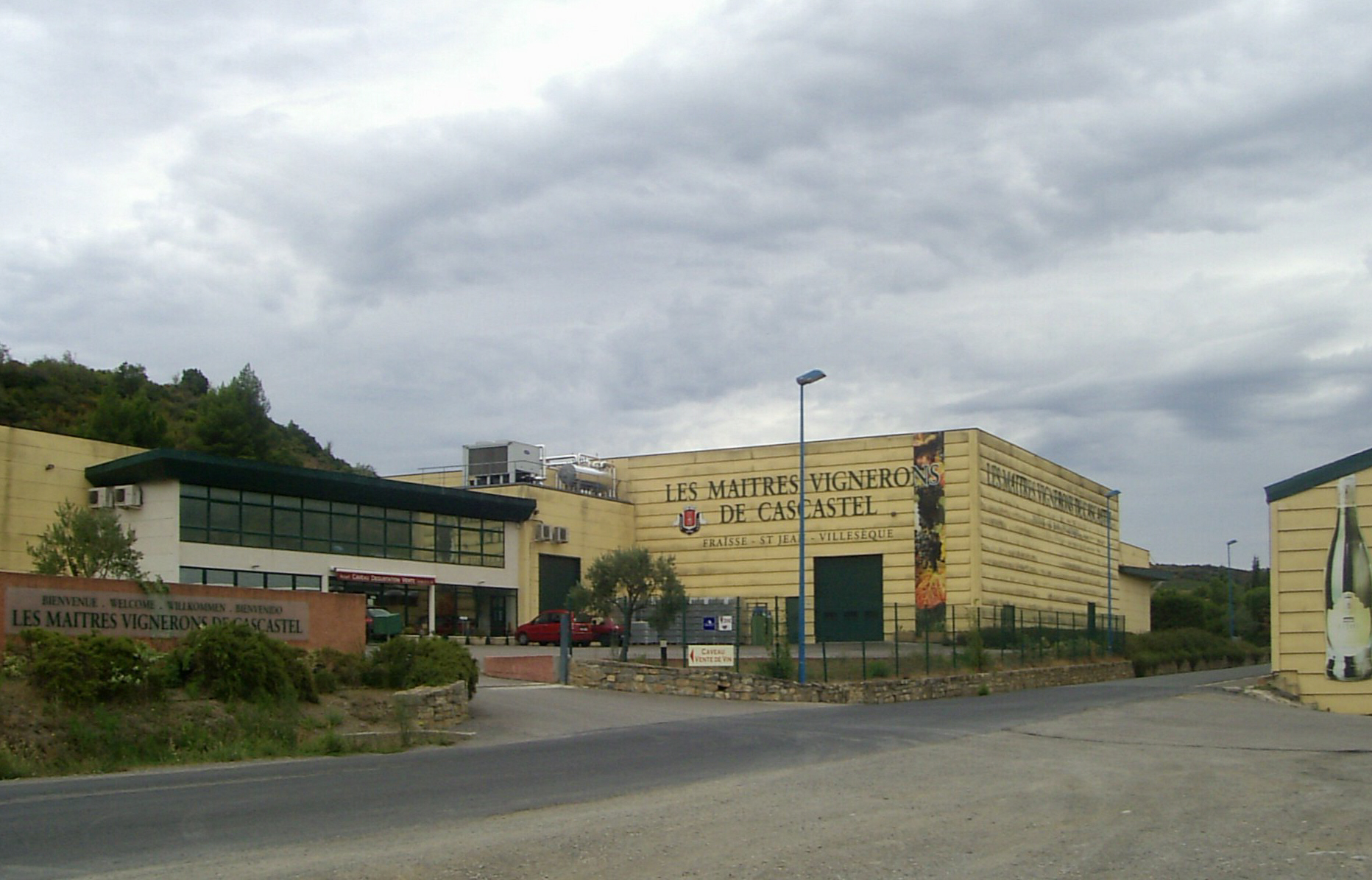
La coopérative de Cascastel
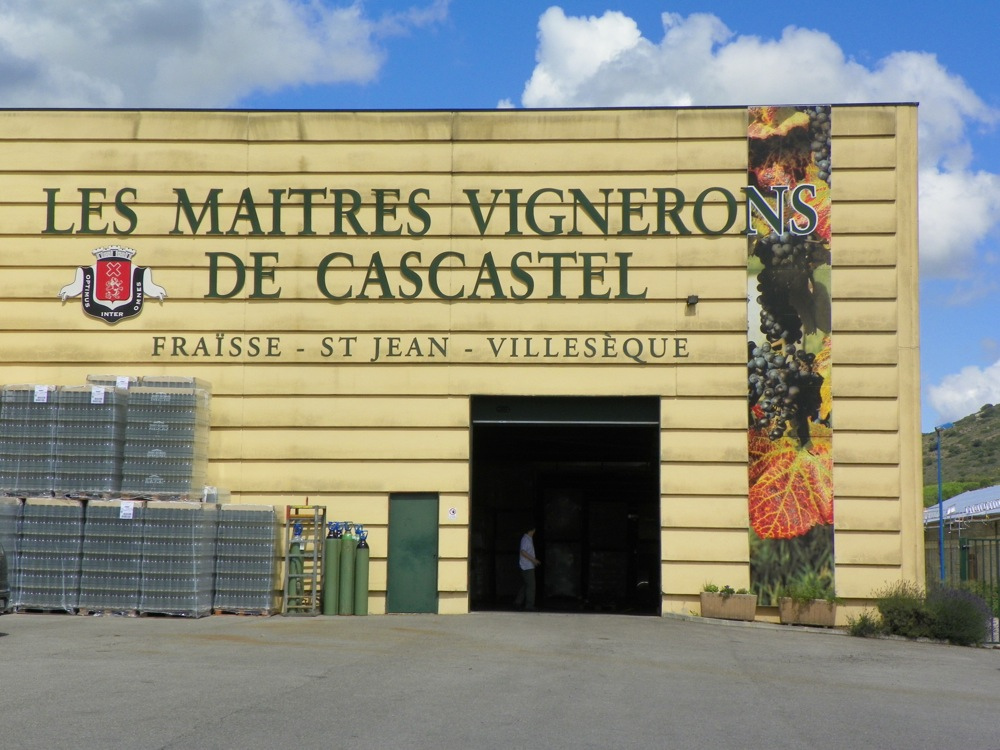
Façade de la cave de Cascastel
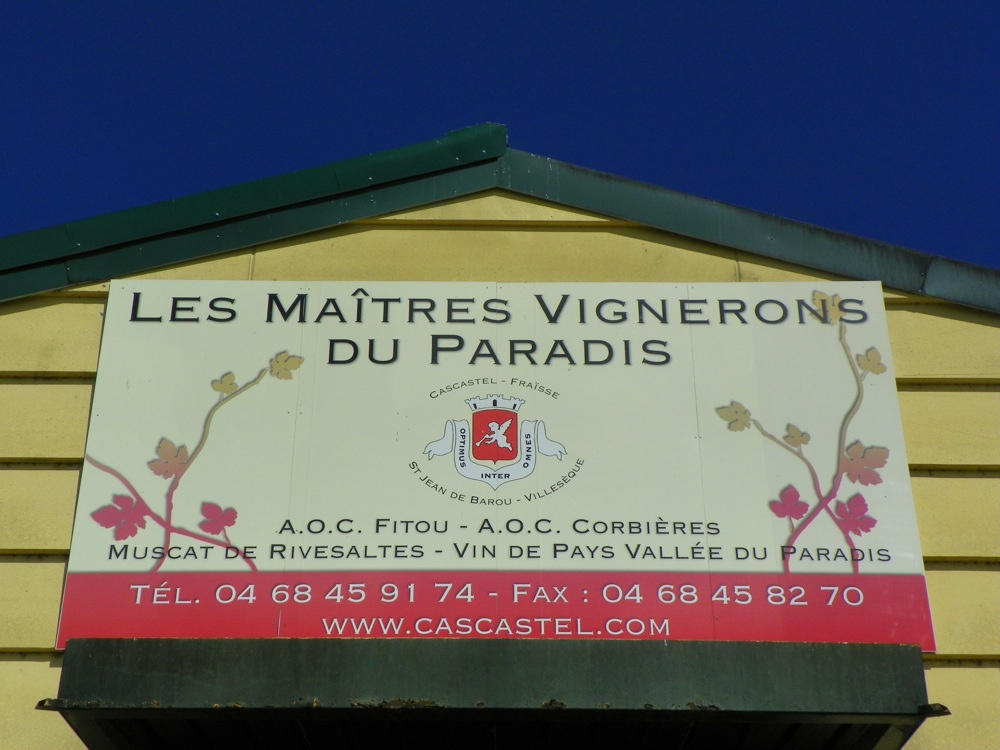
Cave de la vallée du Paradis

À partir du troisième quart du XXe siècle, une restructuration a regroupé les caves coopératives qui sont passées de 135 en 1974 à 74 en 2002 dans le département. Dans l'aire de l'AOC, sur les 1 340 opérateurs en 2018, il y a 1 065 viticulteurs et 275 vinificateurs (275 caves particulières, 29 coopératives et 135 négociants).
Depuis une quinzaine d'années, réencépagement, sélections et utilisation de nouvelles méthodes ont permis aux vignerons de se tourner vers la qualité.

### Commercialisation
En 2009, les ventes annuelles en grandes et moyennes surfaces (GMS) de l’AOC Corbières ont été en baisse de -6 % en volume. Cette tendance a été générale sur l'ensemble des AOC du Languedoc-Roussillon à l'exception du languedoc (AOC) et des côtes-du-roussillon villages.
| Les ventes en GMS des AOC Minervois, Corbières et Languedoc en 2009 | Les ventes en GMS des AOC Minervois, Corbières et Languedoc en 2009 | Les ventes en GMS des AOC Minervois, Corbières et Languedoc en 2009 |
| ------------------------------------------------------------------- | ------------------------------------------------------------------- | ------------------------------------------------------------------- |
| Total GMS                                                           | Vente en volume (million de litres)                                 | Vente en valeur (million d'euros)                                   |
| AOC Minervois                                                       | 3,8 (-12 %)                                                         | 10,5 (-9 %)                                                         |
| AOC Corbières                                                       | 15,4 (-6 %)                                                         | 38 (-2,5 %)                                                         |
| AOC Languedoc                                                       | 2,8 (+15 %)                                                         | 14,8 (+13 %)                                                        |